# Phytophthora capsici
Espèce
Phytophthora capsici est une espèce de champignons pathogènes de la famille des Peronosporaceae. C'est un oomycete qui provoque le mildiou et la pourriture des fruits de différentes espèces de Capsicum et d'autres cultures commerciales importantes. Il a été décrit pour la première fois en 1922 par Leon H. Leonian (d) à la New Mexico State University Agricultural Experiment Station à Las Cruces (Nouveau-Mexique, États-Unis), sur une culture de piments. En 1967, une étude de Mokhtar M. Satour et Edward E. Butler (d) a trouvé 45 espèces de plantes cultivées et d'adventices sensibles à P. capsici.
En grec, Phytophthora capsici signifie « destructeur de plants de piments ».

## Hôtes
En conditions de terrain, on a constaté que P. capsici affecte une large gamme d'hôtes dans les familles des Cucurbitaceae, Fabaceae, et Solanaceae, y compris le melon, le concombre, la pastèque, la tomate, le haricot, le piment et le poivron.
Bien que l'on pensait auparavant que les haricots, les haricots de Lima et le soja étaient immunisés contre P. capsici, en 2000 et 2001, Phytophthora capsici a été isolé à partir de cinq cultivars commerciaux de haricots de Lima dans le Delaware, le Maryland et le New Jersey. Il a également été récemment isolé sur des haricots mange-tout commerciaux dans le nord du Michigan.

## Symptômes

### Symptômes généraux
Les symptômes généraux sur les solanacées et les cucurbitacées comprennent la pourriture des semences qui se traduit par une attaque des racines et détruit les plants. La fonte des semis de pré-émergence et de post-émergence est également un symptôme possible.

### Fèves et haricots
Le feuillage est gorgé d'eau, la tige et les gousses sont nécrosées.

### Piment et poivron
L'infection commence généralement au niveau du sol et se manifeste par des zones sombres et imbibées d'eau sur la tige. Les lésions sombres de la tige peuvent ceinturer la plante et entraîner sa mort. Les racines deviennent brunes et pâteuses. Les taches foliaires sont d'abord petites. Avec le temps, elles peuvent s'agrandir, devenir bronzées et se fissurer. La brûlure des nouvelles feuilles peut également se produire. Les fruits sont infectés à partir de la tige et des zones imbibées d'eau se forment. Des signes du pathogène apparaissent sous la forme d'une « croissance blanche-grise, cotonneuse, semblable à un hyphe de champignon. Le fruit se momifie et reste attaché à la tige.

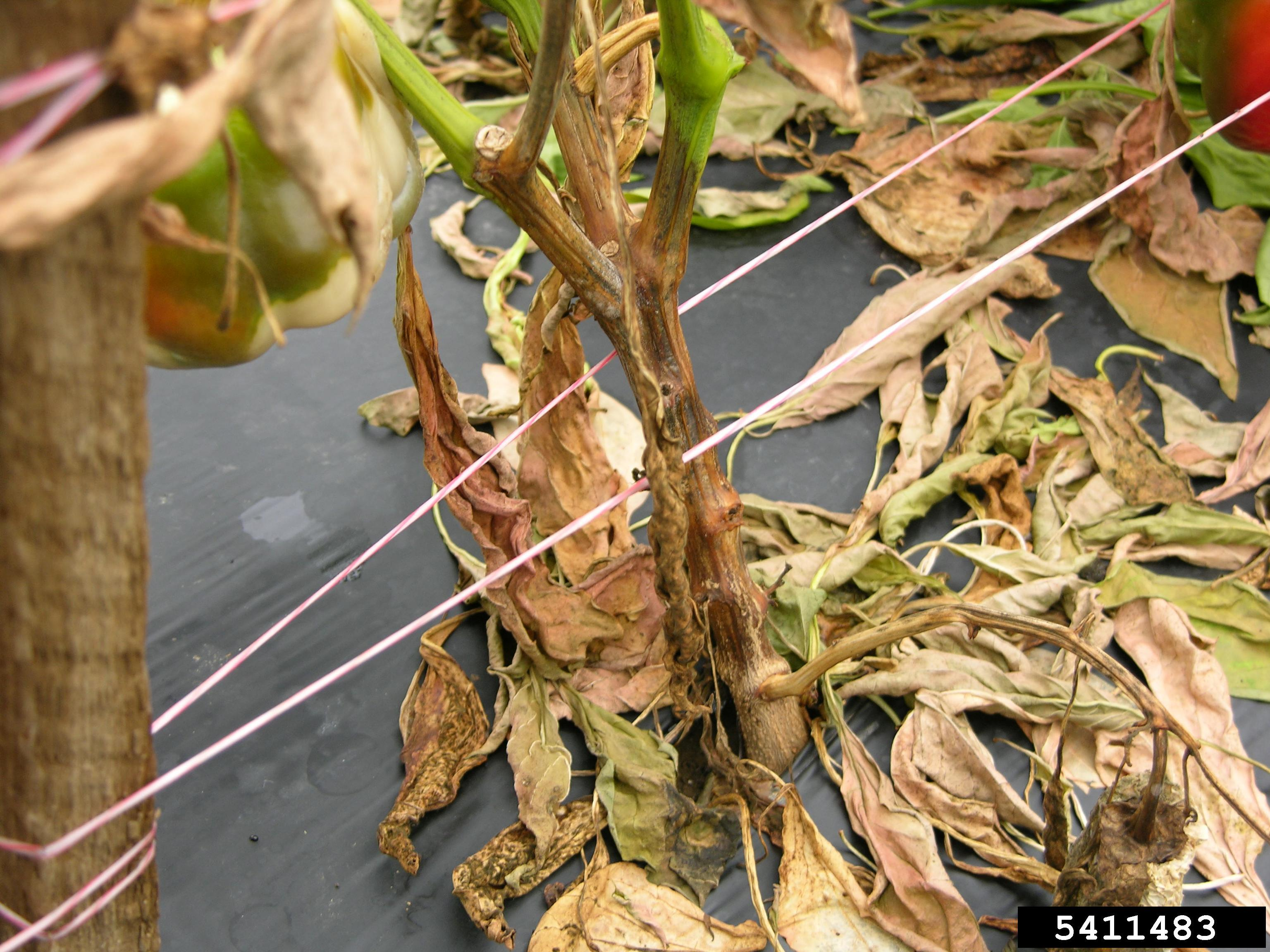
P. capsici blight on lower stem of a bell pepper plant.

### Aubergine
Sur Solanum melongena, la pourriture des fruits est le principal symptôme. Une zone brun foncé du fruit s'étend en une zone beige clair. Des signes de croissance de type fongique peuvent être observés sur les lésions.

### Tomate
Solanum lycopersicum : P. capsici peut provoquer des infections du collet, des taches foliaires et des brûlures foliaires chez la tomate. La plante peut finir par se renverser à cause de la pourriture du collet. La pourriture des fruits avec des anneaux concentriques est un autre symptôme possible.

### Courge
Des brûlures foliaires avec des régions imbibées d'eau qui s'étendent rapidement et la pourriture des fruits sont des symptômes courants sur les espèces sensibles des variétés de courges d'été et d'hiver. Ces symptômes entraînent le dépérissement des extrémités des pousses, le flétrissement, la pourriture des pousses et la mort de la plante. La croissance de moisissure blanche est également un signe de la présence du pathogène dans les courges.

### Pastèque
Les symptômes foliaires sont moins fréquents chez la pastèque que chez la courge, mais les feuilles sont toujours sensibles. La pourriture des fruits est plus fréquente et peut aboutir à une décomposition totale du fruit.

### Citrouille
P. capsici provoque la fonte des semis en pré- et post-émergence. Il provoque également une brûlure des tiges qui contribue au développement de lésions imbibées d'eau. Elles commencent par être de couleur olive foncée et deviennent rapidement brun foncé. Cela conduit à un effondrement rapide et à la mort du feuillage au-dessus des lésions. Des lésions similaires peuvent apparaître sur les feuilles et les pétioles de la citrouille. La pourriture des fruits est également un symptôme très courant.

### Melon
Symptômes similaires à ceux de la pastèque.

### Concombre
Les symptômes du concombre sont similaires à ceux des autres cucurbitacées, mais ne comprennent pas la galle du collet comme symptôme.

## Cycle de la maladie
P. capsici est un oomycète hétérothallique. Les types sexuels sont désignés par A1 et A2. Phytophthora capsici forme un gamétange mâle et un gamétange femelle appelés anthéridium (mâle) et oogonium (femelle). L'anthéridie est amphigyne chez l'espèce, ce qui signifie que l'anthéridie peut rester dans cette forme mâle du gamétange ou se développer en gamétange femelle qui est un oogone. La caryogamie entre ces deux types de gamétanges, l'un de type sexuel A1 et l'autre de type sexuel A2, aboutit à la formation d'une oospore hivernante. Les oospores peuvent germer directement dans un tube germinatif ou indirectement germer et donner naissance à des sporanges qui germent ensuite indirectement et donnent naissance à des zoospores. Les zoospores sont des spores mobiles biflagellées dotées d'un long flagelle en tinsel dirigé vers l'avant et d'un flagelle en coup de fouet plus court dirigé vers l'arrière. Ces zoospores biflagellées sont responsables des qualités polycycliques de cette maladie.
Les chlamydospores, que l'on trouve dans d'autres espèces de Phytophthora, n'ont pas été documentées sur P. capsici dans la nature ou formées sur des isolats qui ont été collectés à partir d'une gamme d'hôtes et de lieux.

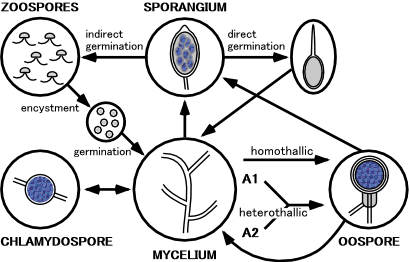
The life-cycle of a typical Phytophthora fungi.

## Environnement
La maladie apparaît d'abord dans les zones basses des champs où l'eau s'accumule, ce qui amène souvent les producteurs à croire que le rabougrissement et la mort du cultivar sont dus à l'engorgement.P. capsici pousse mieux à 80 °F. Il se propage rapidement dans des conditions chaudes et humides. Les structures asexuées porteuses de spores appelées sporanges sont disséminées par l'eau d'irrigation, l'eau de drainage et la pluie. Celles-ci germent indirectement et libèrent des zoospores.

## Gestion
La rotation des cultures peut réduire le nombre d'agents pathogènes dans le sol et « une rotation des cultures d'au moins trois ans alternant avec des espèces non hôtes est recommandée pour éviter l'accumulation des spores de “”P. capsici“” ». Les cultures doivent également éviter les conditions propices au pathogène en utilisant des sols bien drainés et des lits surélevés . Comme indiqué ci-dessus, « l'excès d'humidité est l'élément le plus important de l'infection initiale et de la propagation ultérieure du Phytophthora capsici ». Globalement, une étude réalisée par K.H. Lamour et M.K. Hausbeck a montré que « la rotation des cultures et le méfénoxam ne sont pas susceptibles d'assurer un contrôle économique ». Le méfénoxème est l'énantiomère actif contenu dans le fongicide racémique métalaxyl utilisé pour lutter contre le Phytophthora capsici. La recombinaison sexuelle fournit la diversité génétique nécessaire pour promouvoir la résistance aux fongicides chez P. capsici. L'échec de la rotation des cultures comme moyen de lutte contre le P. capsici peut également être dû au fait que les mauvaises herbes jouent le rôle d'hôte alternatif en l'absence d'hôtes communs. Selon une étude réalisée par l'Université de Floride, « en Floride, et peut-être ailleurs, les adventices peuvent contribuer à la survie du pathogène en l'absence d'une culture hôte ou lorsque les propagules ne survivent pas facilement dans le sol ou les débris végétaux ». Pour éviter la pourriture des fruits des cultures maraîchères des Cucurbitaceae, les fruits des cucurbitacées et d'autres moyens de maintenir les fruits au-dessus du sol sont un moyen de contrôler les inoculants secondaires (zoospores) qui sont physiquement projetés du sol sur les fruits. La lutte contre le Phytophthora capsici est plus facile dans les climats plus secs avec moins de précipitations, comme en Californie. Dans ces régions, il est important de placer les émetteurs d'irrigation goutte à goutte loin des tiges des poivrons afin de réduire l'incidence de la pourriture du collet sur les poivrons.
Bien que les cultivars Adra (Abbott and Cobb Seed Co.) et Emerald Isle (Harris Moran Seed Co.) aient développé une résistance, ils ne possèdent pas suffisamment de caractéristiques horticoles acceptées par les producteurs de poivrons aux États-Unis. Paladin (Novartis Seed Co.) présente une excellente résistance à la phase de pourriture du collet de la pourriture Phytophthora et est acceptable pour la plupart des producteurs. Paladin ne possède pas de résistance à la phase foliaire de cette maladie et il faut utiliser des fongicides à base de cuivre en même temps que la souche résistante pour la contrôler
.

## Importance
Bien que les cultivars Adra (Abbott and Cobb Seed Co.) et Emerald Isle (Harris Moran Seed Co.) aient développé une résistance, ils ne possèdent pas suffisamment de caractéristiques horticoles acceptées par les producteurs de poivrons aux États-Unis. Paladin (Novartis Seed Co.) présente une excellente résistance à la phase de pourriture du collet de la pourriture Phytophthora et est acceptable pour la plupart des producteurs. Paladin ne possède pas de résistance à la phase foliaire de cette maladie et il faut utiliser des fongicides à base de cuivre en même temps que la souche résistante pour la contrôler.
P. capsici est également important à l'échelle mondiale. C'est potentiellement la maladie la plus destructrice des poivrons en Espagne.

## Sources
- Effect of Crop Rotation on the Survival of Phytophthora Capsici in Michigan
- K.H. Lamour, Department of Entomology and Plant Pathology, The University of Tennessee, Knoxville 37996-4560, and M.K. Hausbeck, Department of Plant Pathology, Michigan State University, East Lansing 48824-1312 DOI 10.1094/PDIS.2003.87.7.841 Available from:http://apsjournals.apsnet.org/doi/abs/10.1094/PDIS.2003.87.7.841 2. Satour, M. M., Butler, E. E. 1967. A root and crown rot of tomato caused by Phytophthora capsici and P. parasitica. Phytopathology 57: 510-515.

## Systématique
Le nom correct complet (avec auteur) de ce taxon est Phytophthora capsici Leonian, 1922.
Ce taxon porte en français le nom vernaculaire ou normalisé suivant : mildiou du poivron.
Phytophthora capsici a pour synonymes :
- Phytophthora capsici Leonian, 1922
- Phytophthora parasitica var. capsici (Leonian) Sarej., 1936